# 欧洲E48公路
欧洲E48公路（E48）是欧洲的一条国际公路，起点为德国施韦因富特，终点为捷克共和国布拉格。

## 线路
欧洲E48公路穿过以下主要城市：

- 德国：施韦因富特 - 拜罗伊特 - 马克特雷德维茨
- 捷克：海布 - 卡罗维发利 - 布拉格